# Gabriel Bernal
Gabriel Bernal (* 24. März 1956 in Cruz Grande, Mexiko; † 12. Mai 2014) war ein mexikanischer Boxer im Fliegengewicht.

## Profikarriere
Im Jahre 1974 begann er erfolgreich seine Profikarriere. Am 9. April 1984 boxte er gegen Kōji Kobayashi um die WBC-Weltmeisterschaft und gewann durch klassischen K. o. in Runde 2. Diesen Gürtel verlor er allerdings bereits in seiner zweiten Titelverteidigung im Oktober desselben Jahres an Sot Chitalada nach Punkten.
Im Jahre 1992 beendete er seine Karriere.